# Reserva de la biosfera maya
La Reserva de la biosfera maya es, con una superficie de 21.602,04 km², el espacio natural protegido más grande de Guatemala.La reserva ocupa la mitad septentrional del departamento de Petén y está bordeada por México (al norte y al oeste) en este último punto, colinda con la reserva ecológica Cañón del Usumacinta localizada en el estado mexicano de Tabasco, y por Belice al este. Por ella discurre el río San Pedro. 
La Reserva fue creada en 1990, durante la presidencia de Vinicio Cerezo, para proteger la mayor superficie de bosque tropical que aún existe en Centroamérica. El modelo de reserva de la biosfera, implementado por la UNESCO, tiene por objeto promover un equilibrio entre las actividades humanas y la biosfera mediante la inclusión del desarrollo económico sostenible en la política de conservación.
En la reserva se incluye varios parques nacionales, biotopos bajo protección y sitios arqueológicos.

## Conservación
La reserva de la biosfera Maya se divide en varias zonas, cada una con un régimen de protección diferente. 

### Zonas núcleo
Las zonas núcleo están formados por varios parques nacionales y biotopos protegidos (reservas naturales), en los que no se admiten los asentamientos humanos, ni la tala o extracción de recursos naturales. Estos incluyen los parques nacionales de Laguna del Tigre, Sierra del Lacandón, Mirador-Río Azul, Tikal, los biotopos protegidos El Zotz, Naachtún-Dos Lagunas, Cerro Cahuí, Laguna del Tigre, y el monumento natural El Pilar. Las zonas núcleo tienen una superficie total de 7.670 km², equivalente al 36% de la reserva de la biosfera Maya.

### Zonas de usos múltiples y zonas de amortiguamiento
En zonas de usos múltiples (8.484,40 km², 40%) y zonas de amortiguamiento (4.975 km², 24%), que comprende la porción sur de la Reserva, determinadas actividades económicas reguladas están permitidas. Estos incluyen la recolección sostenible de madera y de productos forestales tradicionales, que incluyen el chicle, el xate (Chamaedorea ernesti-augustii), una planta ornamental de palma usado en arreglos florales, y la pimienta o pimienta de Jamaica. El gobierno de Guatemala ha otorgado concesiones forestales a las comunidades locales, dándoles el derecho a la producción forestal sostenible en zonas delimitadas por un periodo de 25 años. Las organizaciones internacionales de seguimiento, como el Forest Stewardship Council, certifican actividades como la tala sostenible. En 2005, 1,1 millones de acres (4500 km²) fueron certificadas. En otras partes de la zona de uso múltiple, se han concedido a las comunidades agrícolas el derecho de continuar la actividad agrícola en los llamados 'polígonos agrícolas'.

## Principales áreas dentro de la reserva

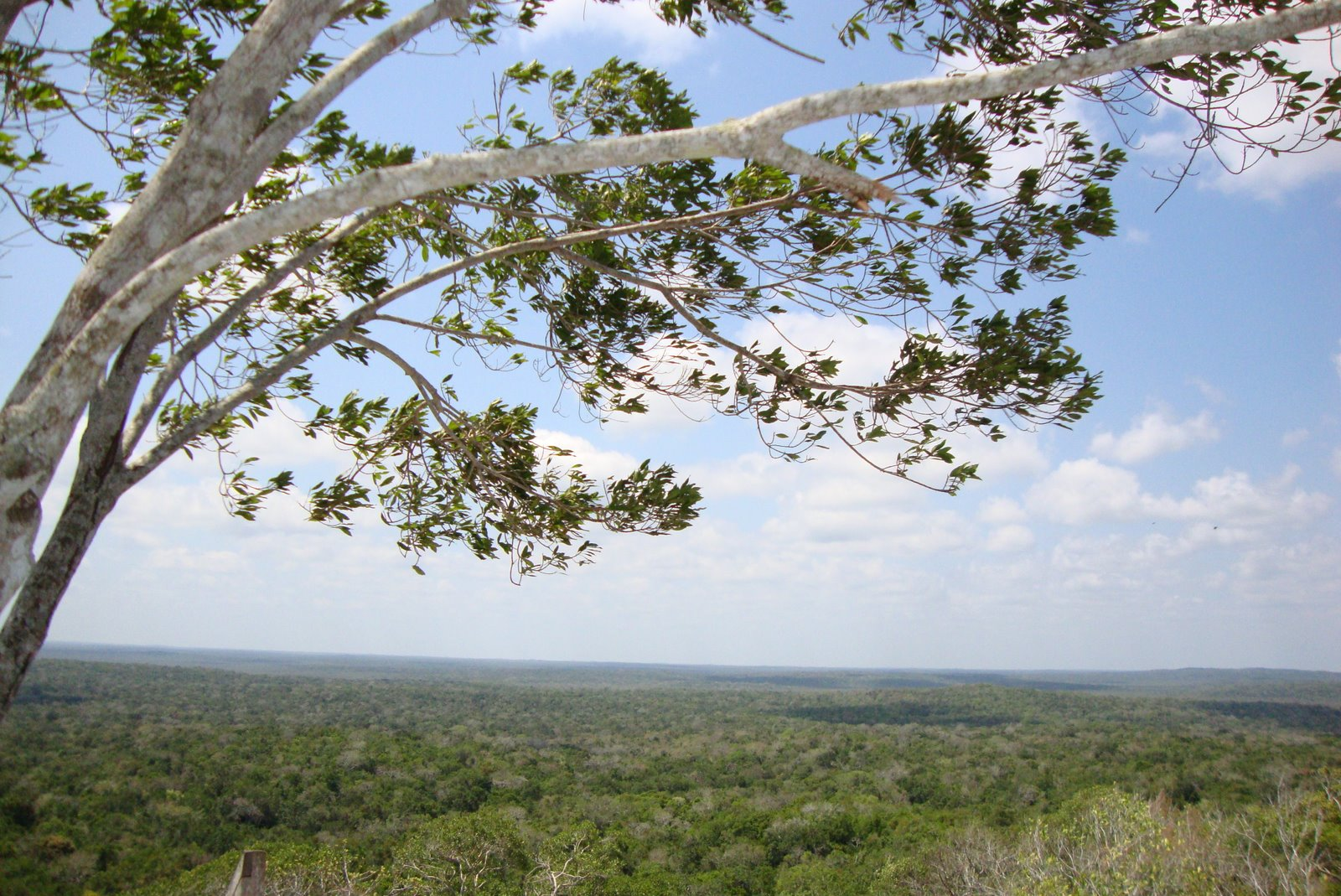
Selva en el parque nacional Mirador-Río Azul.

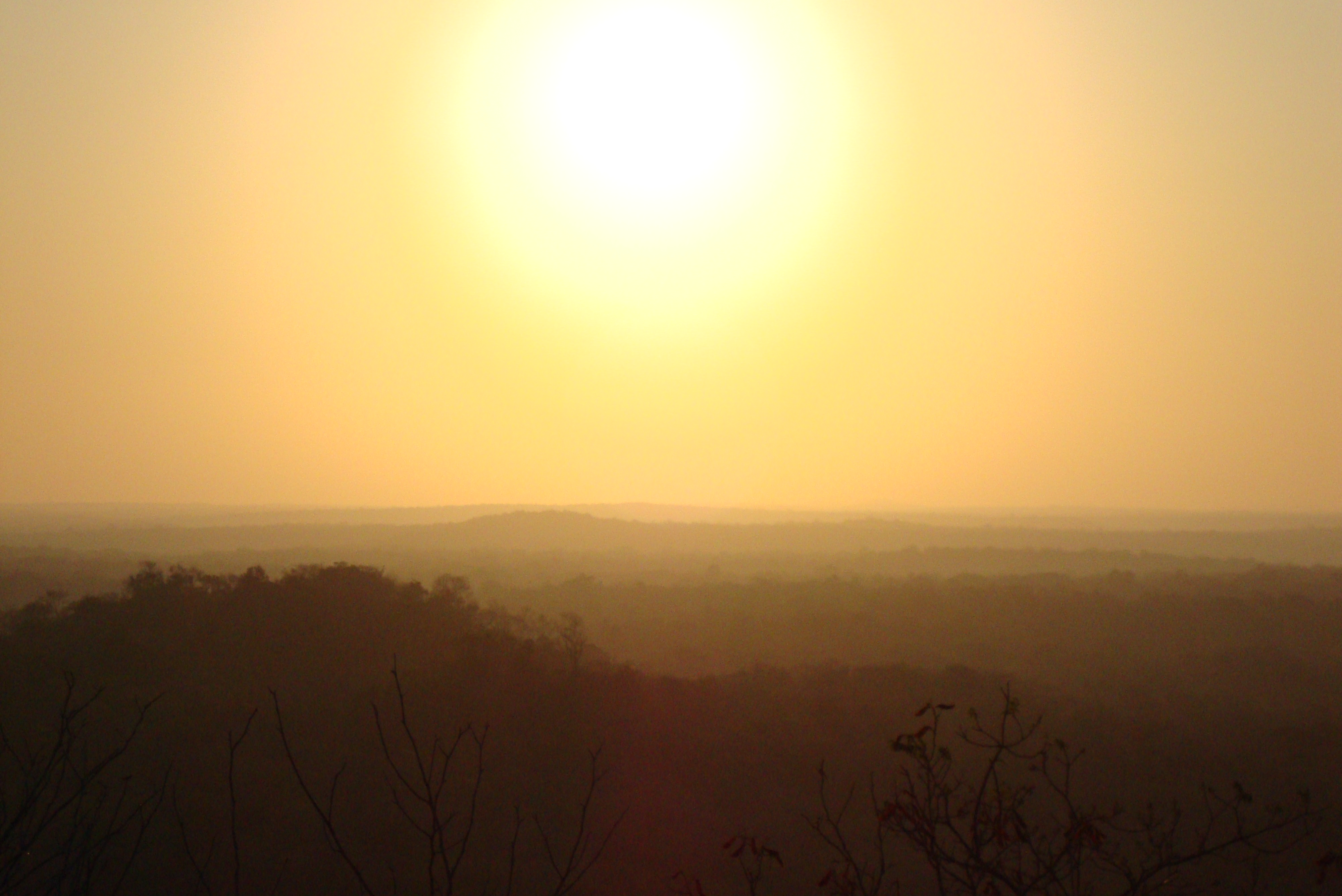
Amanecer en la biosfera maya.

- Parque nacional Mirador - Río Azul de 4.000 km².
- Reserva Biológica San Román, con 42.232 ha, y es administrada por CONAP No forma parte de la Reserva de Biosfera Maya sino de los complejos del Sur de Petén, Decreto Legislativo 64-95.
- Monumento Natural Complejo II El Pucte, con 97 224 ha, y es administrada por CONAP - IDAEH.  No forma parte de la Reserva de Biosfera Maya sino de los complejos del Sur de Petén, Decreto Legislativo 64-95.
- Reserva Forestal y Refugio de Vida Silvestre Petexbatún, con 4.044 ha, aún no ha sido definida su administración. No forma parte de la Reserva de Biosfera Maya sino de los complejos del Sur de Petén, Decreto Legislativo 64-95.
- Monumento Cultural y Parque Histórico Aguateca, con 1.683 ha y es administrada por IDAEH. No forma parte de la Reserva de Biosfera Maya sino de los complejos del Sur de Petén, Decreto Legislativo 64-95.
- Monumento cultural El Ceibal, con 1.512 ha, y es administrado por IDAEH. No forma parte de la Reserva de Biosfera Maya sino de los complejos del Sur de Petén, Decreto Legislativo 64-95.
- Reserva Biológica El Rosario, con 1.105 ha, y es administrada por INAB.
- Reserva Natural Privada La Cumbre Flor de la Paz, extensión 586 ha y es administrada por Jorge Mario Corzo.
- Reserva Natural Privada Doña Chanita, Flor de la Paz, con 556 ha, y es administrada por Jorge Mario Corzo.
- Reserva Natural Privada Ceibo Mocho, Flor de la Paz, con 454 ha, y es administrada por Jorge Mario Corzo.
- Reserva de Biosfera Complejo III Montañas con de 82.978 ha, y es administrada por CONAP.
- La Reserva de Biosfera Complejo Chiquibul/Montaña, con 61.864 ha, y es administrada por CONAP. No forma parte de la Reserva de Biosfera Maya sino de los complejos del Sur de Petén, Decreto Legislativo 64-95.
- Reserva Forestal Xutilja, con 19.037 ha, y es administrada por CONAP. No forma parte de la Reserva de Biosfera Maya sino de los complejos del Sur de Petén, Decreto Legislativo 64-95.
- Reserva Forestal Machaquilá, con 14.766 ha, y es administrada por CONAP. No forma parte de la Reserva de Biosfera Maya sino de los complejos del Sur de Petén, Decreto Legislativo 64-95.
- Reserva de Biosfera Complejo III Montaña Mayass, con 82.978 ha y es administrada por CONAP. No forma parte de la Reserva de Biosfera Maya sino de los complejos del Sur de Petén, Decreto Legislativo 64-95.
- Monumento Natural que rodea La Laguna del Tigre, con 289.912 ha, que es administrado por CONAP.
- Parque Nacional Sierra del Lacandón, 191.867 ha y es administrada por CONAP.
- Biotopo Laguna del Tigre-Río Escondido, es parte del parque Nacional Laguna del Tigre, con 45.168 ha, y es administrada por el CECON.
- Parque nacional Tikal, 55.005 ha, administrado por IDAEH.
- Biotopo Protegido Cerro Cahuí, 555 ha, administrado por CECON.

## Flora y fauna
El área abarca desde los humedales, hasta montañas bajas y tiene varios cuerpos de agua, incluyendo lagos, lagunas, ríos, arroyos y cenotes. La vida silvestre es muy diversa y abundante, de densos bosques con una variedad de árboles como caoba, ceiba, cedro, entre otros. 

### Fauna
| Ejemplares de la fauna en la Biosfera Maya |                      |            |                  |                       |                      |
|                                            |                      |            |                  |                       |                      |
| Jaguar                                     | Puma                 | Ocelote    | Pecarí de Collar | Venado de Cola Blanca | Corzuela Colorada    |
|                                            |                      |            |                  |                       |                      |
| Tapir Centroamericano                      | Mono Aullador        | Mono Araña | Paca Común       | Boa Constrictora      | Serpiente Terciopelo |
|                                            |                      |            |                  |                       |                      |
| Iguana Común                               | Cocodrilo de Pantano | Pez Blanco | Arpía Mayor      | Guacamaya             | Pavo Ocelado         |

## Sitios arqueológicos
La reserva cuenta también con una gran concentración de sitios arqueológicos del período clásico de la cultura maya, entre los que destacan Tikal, Uaxactún y Piedras Negras. Tikal es la más famosa de estas, y atrae entre 120.000 y 180.000 visitantes al año. Decenas de otros sitios arqueológicos se encuentran en diferentes estados de excavación.
En la Cuenca del Mirador, en la parte norte de la reserva, se ubican numerosas antiguas ciudades mayas interconectadas. El Mirador es el mayor de los sitios, y data del período pre-clásico de la civilización maya. Otras ciudades en la región incluyen El Tintal, Nakbé y Wakna.

## Amenazas ambientales
Los ecosistemas en la reserva de la biosfera Maya enfrentan múltiples amenazas que surgen de actividades humanas, incluyendo la tala ilegal, incendios forestales en áreas protegidas para fines agrícolas y ganaderas, así como el tráfico de drogas, la caza furtiva y el saqueo de artefactos arqueológicos mayas. La superficie forestal de la reserva se ha reducido en un 13% en los últimos 21 años según la ONG Rainforest Alliance, que administra varios proyectos de desarrollo comunitario en la región. Algunos de los casos más extremos de deforestación han ocurrido en los Parques Nacionales Laguna del Tigre y Sierra del Lacandón. La reserva cuenta con pocos recursos para la protección de la Reserva y no tiene suficientes guardias y guardaparques.